# Trigonogastrella
Trigonogastrella is een geslacht van vliesvleugeligen uit de familie Pteromalidae. De wetenschappelijke naam van dit geslacht is voor het eerst geldig gepubliceerd in 1915 door Girault.

## Soorten
Het geslacht Trigonogastrella omvat de volgende soorten:
- Trigonogastrella parasitica Girault, 1915
- Trigonogastrella rabiosa (Girault, 1915)